# رابرت گریفیتس (فیزیکدان)
 رابرت گریفیتس (انگلیسی: Robert Griffiths؛ زاده ۲۵ فوریهٔ ۱۹۳۷) یک دانشمند اهل ایالات متحده آمریکا است.